# Gioffre Borgia
Gioffre Borgia, ook wel Jofré de Borja (1481/82 - Squillace, december 1516 of januari 1517) was de prins van het Zuiditaliaanse Squillace en was de jongste zoon van paus Alexander VI en zijn maîtresse Vannozza dei Cattanei.

## Biografie
Van de vier kinderen die Alexander VI bij Vannozza verwekte is Gioffre de minst bekende. Over zijn leven is dan ook weinig bekend, met uitzondering van zijn huwelijk op 11 mei 1494 met Sancha van Aragon (1478-1506), onwettige dochter van Alfons II van Napels, die naast Gioffre ook relaties had met zijn twee broers Cesare en Giovanni.
Na haar dood zou Gioffre in 1507 opnieuw trouwen met Maria de Mila. Uit dit huwelijk zouden de volgende kinderen geboren worden:
- Francesco
- Marina
- Lucrezia
- Antonia

(geboortedata en sterfdata onbekend)